# Forsmarks Kraftgrupp
Forsmarks Kraftgrupp Aktiebolag är ett svenskt privat bolag som äger och driver kärnkraftsanläggningen Forsmarksverket i Forsmark, Östhammars kommun i Uppsala län. Bolaget grundades 4 december 1972 av Vattenfall AB och Mellansvensk Kraftgrupp Aktiebolag. Företaget äger sedan 1975 Forsmarks bruk. Reaktorerna i Forsmark är i drift sedan 1980-talets början och majoritetsägaren Vattenfall planerar i nuläget (2013) för 60 års drift, alltså till 2040-talet.
Vattenfall AB äger 66% av bolaget medan Mellansvensk Kraftgrupp Aktiebolag och Sydkraft Nuclear Power AB (dotterbolag till Uniper) äger 25,5% respektive 8,5%.